# 李鏡
李鏡（1437年—1498年），字文明，江西廣信府弋陽縣人，民籍。明朝政治人物。進士出身。

## 生平
江西鄉試第八十名。成化五年（1469年）乙丑科會試第五十名，殿試登進士第三甲第一百一十九名，授刑部主事，遷員外郎，出知岳州，弘治四年（1491年）四月升陕西右参政，晋河南按察使，十一年（1498年）五月官至浙江左布政使。

## 家族
曾祖父李庭椿。祖父李崇素。父亲李守珩。